# Neige (Orhan Pamuk)
 (septembre 2011).
Si vous disposez d'ouvrages ou d'articles de référence ou si vous connaissez des sites web de qualité traitant du thème abordé ici, merci de compléter l'article en donnant les références utiles à sa vérifiabilité et en les liant à la section « Notes et références ».
Pour les articles homonymes, voir Neige (homonymie) et Kar.
Neige (Kar) est un roman de l'écrivain turc Orhan Pamuk, écrit en 1999-2001, et publié originellement en 2002.
La traduction française, par Jean-François Pérouse, paraît aux éditions Gallimard en 2005. Ce roman reçoit le prix Médicis étranger la même année. Le roman narre à travers le personnage de Ka, un poète turc occidentalisé, quatre jours dramatiques dans la ville frontière de Kars, en Turquie, isolée par la neige, où a lieu un coup de force militaire anti-islamiste.

## Résumé
Ka — c'est le nom qu'il s'est choisi — est un poète turc de petite envergure qui, après de très longues années plutôt stériles passées en Allemagne, se rend à Kars dans une région périphérique de Turquie, près de la frontière arménienne, pour enquêter sur une « épidémie » de suicides de jeunes filles voilées qui n'acceptent pas les contraintes laïques interdisant le voile dans les écoles et à l'université. Il découvre dans la ville, peu à peu bloquée par d'imposantes chutes de neige, les tensions créées par les élections municipales imminentes que devraient remporter les partis religieux. Il retrouve aussi une jeune femme jadis aimée, İpek qui vient de divorcer, et avec qui il veut renouer.
Il rencontre diverses personnalités comme Muhtar, l'ancien mari d'İpek candidat timoré du parti religieux, ou Saadettin Efendi, un responsable musulman charismatique avec qui il débat de religion et de laïcité avant d'assister à l'assassinat du directeur de l'École normale hostile au port du voile dans son institution et son témoignage est recueilli par la police. Ka prend des notes sur tout cela. Il compose des poèmes inspirés par la situation et par ses états d'âme qui approchent un certain mysticisme qu'exprime une méditation sur les cristaux de neige à la fois uniques et pourtant de structure semblable : il projette de regrouper ses poèmes sous le titre emblématique de Neige.
Le conflit entre les courants de pensée passe à travers d'autres personnages comme Kadife, la sœur d'İpek, qui défend le port du voile ou Necip, un jeune étudiant d'école religieuse qui cherche à approfondir, en parlant avec Ka, son rapport à l'islam, ou encore le militant clandestin et terroriste Lazuli. La tragédie se produit quand Zaim, le chef d'une petite troupe d'acteurs militants kémalistes, transforme la représentation d'une pièce engagée, à la gloire de la modernité, en coup d'État. Les armes des acteurs tirent de vraies balles et tuent plusieurs spectateurs islamistes qui conspuaient le spectacle. La police et l'armée amplifient ce « coup d'État d'opérette » en profitant de l'isolement de la ville, et multiplient massacres et arrestations tandis que les victimes essaient maladroitement de dépasser leurs différends pour transmettre à l'Occident, par l'intermédiaire de Ka, une proclamation condamnant le coup de force.
Les voies de communication se libèrent finalement. Alors Ka, menacé pour son manque de conviction religieuse — qui passe pour de l'athéisme aux yeux de certains —, et pour sa participation indirecte aux événements, quitte la ville sous protection militaire. Il a échoué, malgré un début de liaison intime, à convaincre İpek de partir avec lui, car elle estime qu'il a livré un responsable islamiste.
Le narrateur révèle la suite : quelques années plus tard, Ka, qui continuait à rêver d'une réconciliation avec İpek, sera abattu dans une rue de Francfort-sur-le-Main, en Allemagne, sans que l'on sache par qui ni pourquoi.

## Analyse et commentaires

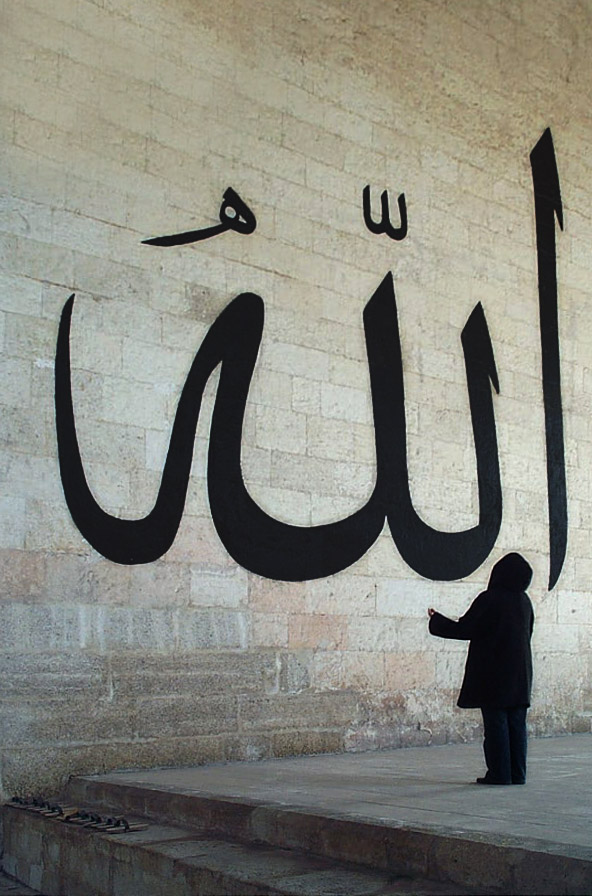
Le nom de Dieu écrit en arabe sur un mur d'Eski Cami à Edirne, Turquie.

### La narration
Le roman présente un double temps de narration : pour l'essentiel, c'est la reconstitution par son ami le narrateur, de quelques jours vécus par Ka quatre ans auparavant, mais certains chapitres, en nombre limité et surtout en fin de volume, renvoient au présent de l'écriture et aux commentaires de cet ami du poète disparu qui revient sur ces heures capitales « comme s'il s'agissait de (sa) propre histoire ». Le point de vue omniscient qui prend explicitement appui sur les notes et les poèmes de Ka, met ainsi richement en lumière les pensées et les réactions du personnage principal. Plusieurs indices permettent de mettre le nom de l'auteur derrière le narrateur (son prénom, la référence à un autre de ses ouvrages Le Livre noir, Le Musée de l'Innocence).

### La théâtralité
L'unité de temps (quatre jours) et l'unité de lieu (la petite ville de Kars) concourent à la dramatisation du récit, mais aussi à sa théâtralité qu'accentuent encore le rôle important joué par la représentation au théâtre et sa retransmission en direct à la télévision. de nombreuses scènes de dialogues impliquent le personnage central. Par ailleurs un protagoniste omniprésent, des personnages secondaires présents successivement plutôt que conjointement et le personnage collectif des habitants de la ville (spectateurs, militants ou policiers) qui constitue une sorte de chœur : voilà qui n'est pas sans évoquer certaines formes théâtrales renouvelées de l'Antiquité. Orhan Pamuk confirme également cette perspective en la prolongeant lorsqu'il fait reprendre par l'acteur-metteur en scène Saïn une phrase célèbre d'Hegel : 

« Tout comme au théâtre, l'Histoire distribue les rôles. Et comme au théâtre, ce sont les courageux qui montent sur la scène de l'Histoire. »

### Le personnage central
Orhan Pamuk crée ici un héros complexe. Ka apparaît comme un témoin pris malgré lui dans un drame.  C'est un anti-héros qui, après l'espoir de retrouver les chemins de la création et de l'amour, est rendu au vide de sa vie d'exilé. Il traverse ces jours dramatiques avec des moments heureux en faisant l'amour avec İpek ou en approchant d'une certaine expérience mystique à travers la rédaction de ses poèmes et en méditant sur le symbole du flocon de neige. Il est ouvert à la discussion, homme de bonne volonté et sans agressivité envers quiconque, mais il apparaît parfois  comme un somnambule dans un labyrinthe que le patronyme qu'il s'est choisi, Ka, oblige à qualifier de kafkaïen, en tout cas de dérisoire (« il trouvait cela absurde » lit-on, p. 339). Son cheminement intérieur difficile, ses satisfactions de poète et d'amoureux, ses impuissances dans l'action et finalement son destin malheureux composent un personnage marquant.

### Les autres personnages
La distribution des rôles donne une part importante aux personnages féminins : les deux sœurs İpek et Kadife, opposées puis finalement réunies, pèsent sur l'action et sur le devenir de Ka. Les personnages masculins sont plus nombreux et plus diversifiés dans leurs caractères comme dans leurs choix philosophiques, même si la part la plus importante est accordée aux musulmans actifs. Ceux-ci sont présentés davantage comme des musulmans « pieux » que comme des « intégristes » : il y a bien sûr un arrière-plan de violence et de meurtre, mais l'assassinat est commis comme à contrecœur par un « missionnaire » qui justifie longuement ses choix avant de tirer. Et même Lazuli, pourtant associé lui aussi à des exécutions d'opposants modernistes, est présenté comme un agitateur d'idées plutôt sympathique. Le même regard de sympathie s'applique à beaucoup d'autres comme Necip, l'étudiant religieux victime de la tuerie, ou le maître à penser Saadettin Efendi. En revanche, les partisans du kémalisme semblent moins approfondis : le noble fonctionnaire de l'État de droit que comme un partisan de la laïcité, et le promoteur du coup de force (Pamuk parle d'un « coup d'État d'opérette » p. 462) est montré plutôt comme un pantin hâbleur et un révolutionnaire amateur que comme le défenseur de valeurs fondamentales. Les policiers ou les militaires se bornent, quant à eux, à l'exécution des ordres et ce sont leurs agissements violents que montre Orhan Pamuk. Dans un entretien donné au journal L'Humanité en juin 2005, l'auteur, notant diverses réactions, explique : 

« Les femmes, qui représentent 60 % du lectorat en Turquie, ont considéré que j’avais accordé trop d’attention, de compréhension aux motivations de mes personnages islamistes, et ont vu cela comme une sorte de trahison. »

### Le contexte
La plongée au cœur du quotidien de la Turquie d'aujourd'hui constitue un document riche et approfondi sur les forces qui se combattent autour de la question de l'islamisme et de la laïcité. L'impression d'authenticité est forte et la part faite à la réflexion philosophique et religieuse est très importante : les échanges sont nombreux et nourris. On discute  sur les lois de Dieu et les lois de l'État, sur le silence de Dieu, sur le suicide, sur la condition des femmes et le port du voile, sur l'occidentalisme. Toutefois, l'auteur semble reconnaître la difficile approche de cette authenticité à travers un roman en faisant dire à un personnage à la fin du roman : 

« Si vous me mettez dans un roman qui se passe à Kars, je souhaiterais dire au lecteur de ne rien croire de ce que vous écrivez à mon ou à notre sujet. Personne ne peut nous comprendre de loin »

### La poésie
L'aspect poétique apparaît aussi dans le roman, peut-être davantage dans la première partie, et le thème de la neige contribue largement à créer cette dimension en résonance avec l'écriture de Ka qui se veut avant tout poète.

## Réception et distinctions
- Neige d'Orhan Pamuk est couronné en France par le prix Médicis étranger en 2005. Les éditions Gallimard annoncent plus de 70 000 exemplaires vendus.
- La réception du roman est très favorable en Occident et le succès a même été mondial : ce roman a compté dans l'attribution du prix Nobel de littérature à Orhan Pamuk en octobre 2006[4].
- En Turquie, le livre s'est vendu à plusieurs dizaines de milliers d'exemplaires et les réactions ont été plus partagées : mises à part les femmes qui ont exprimé leur désaccord, les principales tendances du monde turc contemporain ont perçu certes des critiques à leur égard, mais aussi une approche intellectuellement honnête de la part de l'auteur. Une phrase clef du commentaire de ce dernier dans un entretien paru dans Le Nouvel Observateur, le 10 décembre 2006, est révélatrice de l'état d'esprit dominant : « Le livre en a énervé plus d'un, mais tous les Turcs y ont finalement trouvé leur compte »[5]. Ce n'est donc pas pour cet ouvrage qu'Orhan Pamuk a eu à affronter la colère de l'État turc, mais pour ses déclarations à propos du massacre génocidaire des Arméniens.
- L'auteur, très sollicité par les journalistes du monde entier, a volontiers parlé de ses livres comme dans L'Humanité du 10 juin, où il définit la complexité de Neige ainsi :

« Tout le livre est un mélange de tragédie et de farce, d’ironie et de drame, de sourire et de larmes. »
- Neige est abondamment cité par l'économiste Thomas Piketty dans son ouvrage Le Capital au XXIe siècle.

## Adaptation au théâtre
- 2017 : Neige est adapté, avec l'aide amicale de Orhan Pamuk, par Waddah Saab et Blandine Savetier, dans une mise en scène de cette dernière, pour le Théâtre national de Strasbourg (TNS). La pièce est jouée du 1er au 16 février 2017[6].

## Citations
« Quand elles étaient enfants, à Istanbul, elles voulaient toujours, İpek et elle, qu'il neigeât beaucoup plus : la neige éveillait en elle le sentiment de la beauté et de brièveté de la vie, et lui faisait comprendre que, malgré toutes les haines, les hommes en réalité se ressemblaient et que dans un univers et un temps si vastes, le monde des hommes était bien étriqué. C'est pourquoi quand il neige les hommes se serrent les uns contre les autres. Comme si la neige, tombant sur les haines, les ambitions et les fureurs, rapprochait les hommes les uns des autres. »

« À la vérité, à cette heure-ci tout Kars avait compris qu'il s'agissait d'une insurrection ou qu'en tout cas des choses bizarres se passaient dans la ville sillonnée par deux tanks lourds et obscurs comme des fantômes, mais comme cela s'était déroulé à la fois dans une pièce montrée à la télévision et dehors sous une neige absolument ininterrompue comme dans les contes d'autrefois, il n'y avait pas de sentiment de peur. Seuls ceux qui se mêlaient de politique se faisaient un peu de souci. »

« Dieu, ce n'est pas une question d'intelligence ou de foi, c'est une lucidité rappelant que toute vie est une énigme. »

## Éditions
- Éditions Gallimard, coll. « Du monde entier », 2005  (ISBN 2-07-077124-5)
- Éditions Gallimard, coll. « Folio » no 4531, 2007  (ISBN 978-2-07034454-3)